# アムステルダム国際園芸博覧会 (1972年)

1972年のアムステルダム国際園芸博覧会（アムステルダムこくさいえんげいはくらんかい, Floriade d'Amsterdam 1972）は、1972年3月26日から10月1日までオランダのアムステルダムで開催された国際園芸博覧会であり、博覧会国際事務局から認定された国際博覧会（特別博）である。テーマは「Effort accomplished by international horticulture」。会期中430万人が来場した。

## ギャラリー

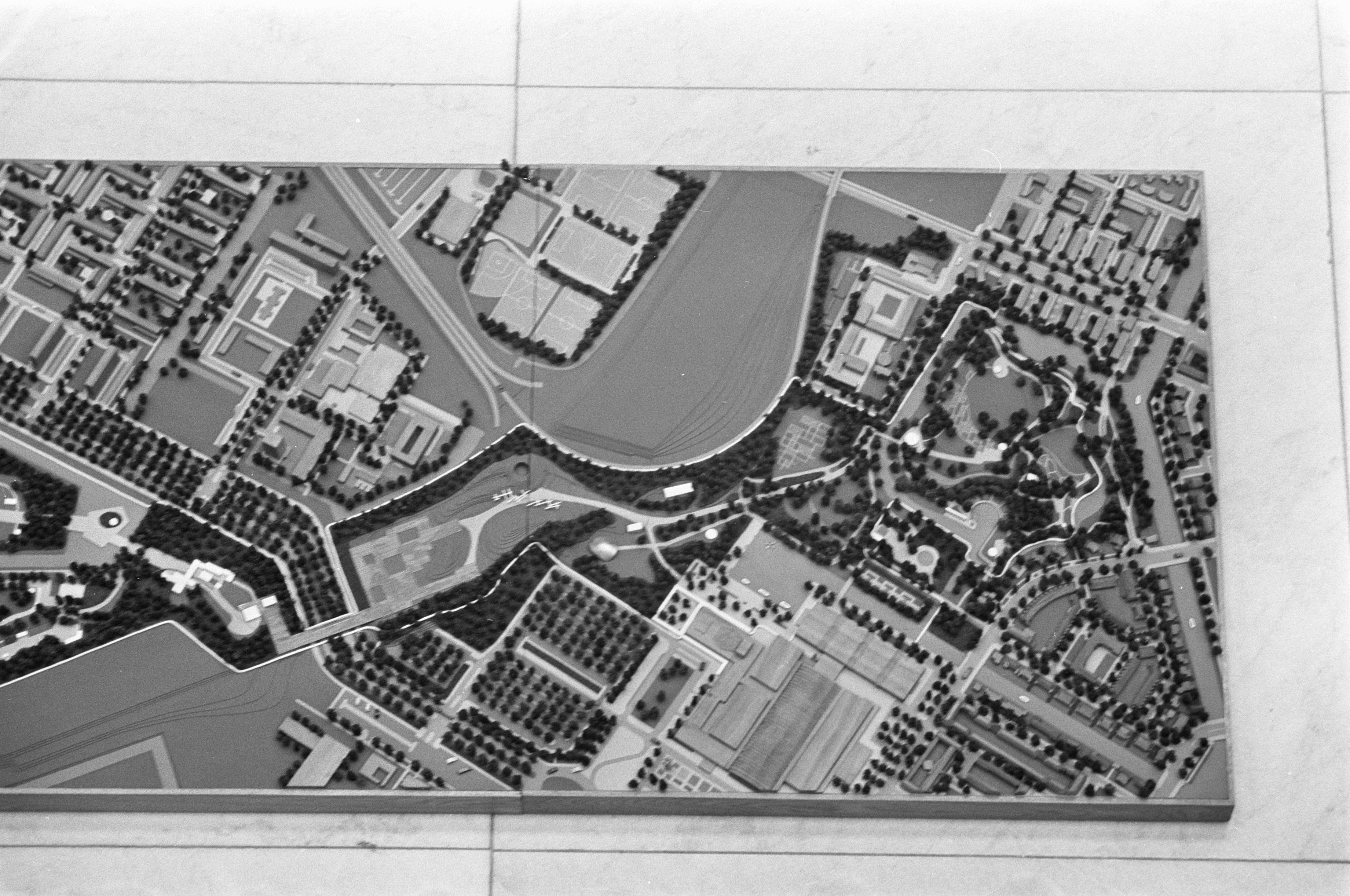
航空写真
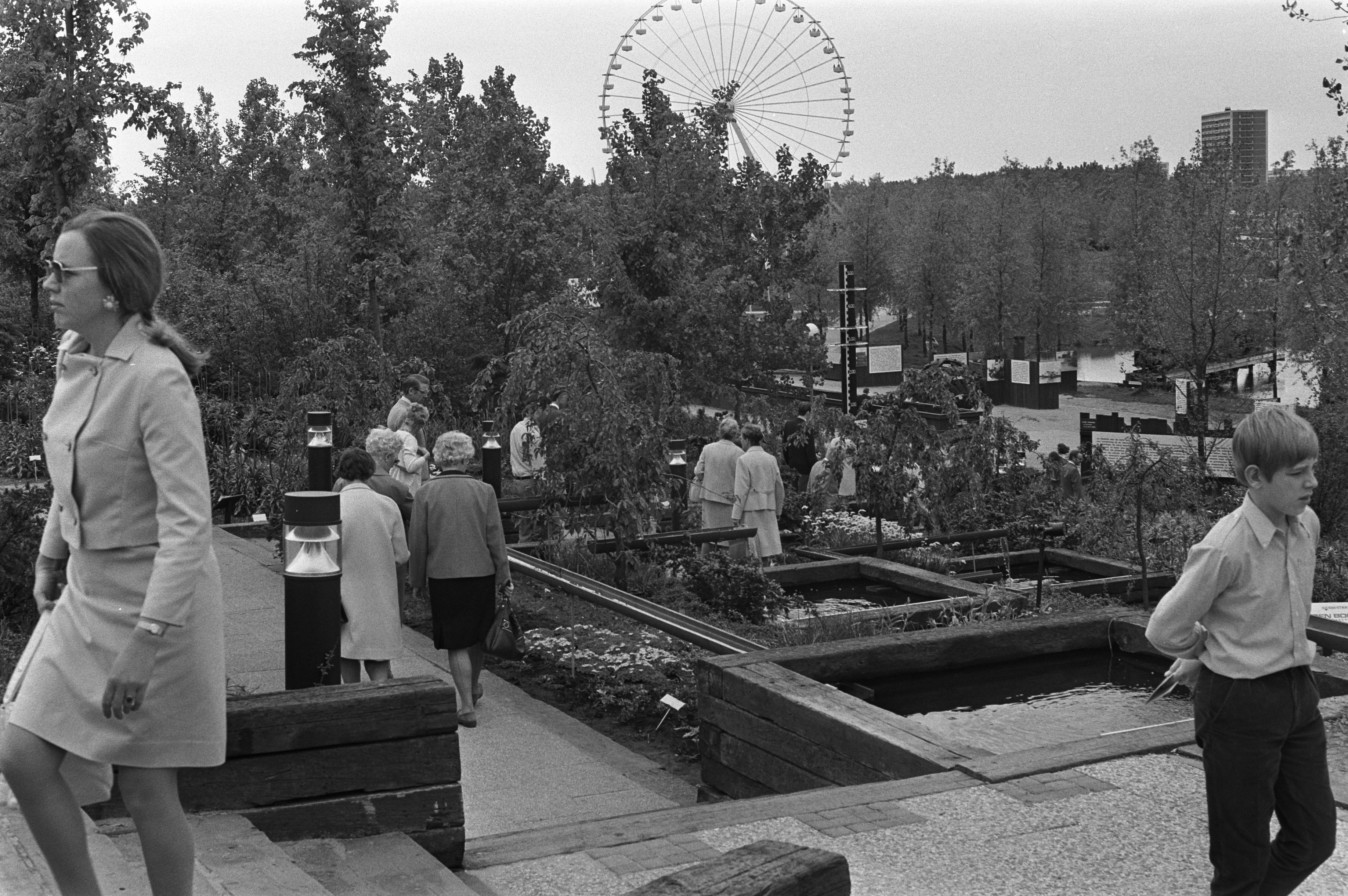
堤防の本体にあるテラス型庭園の訪問者。
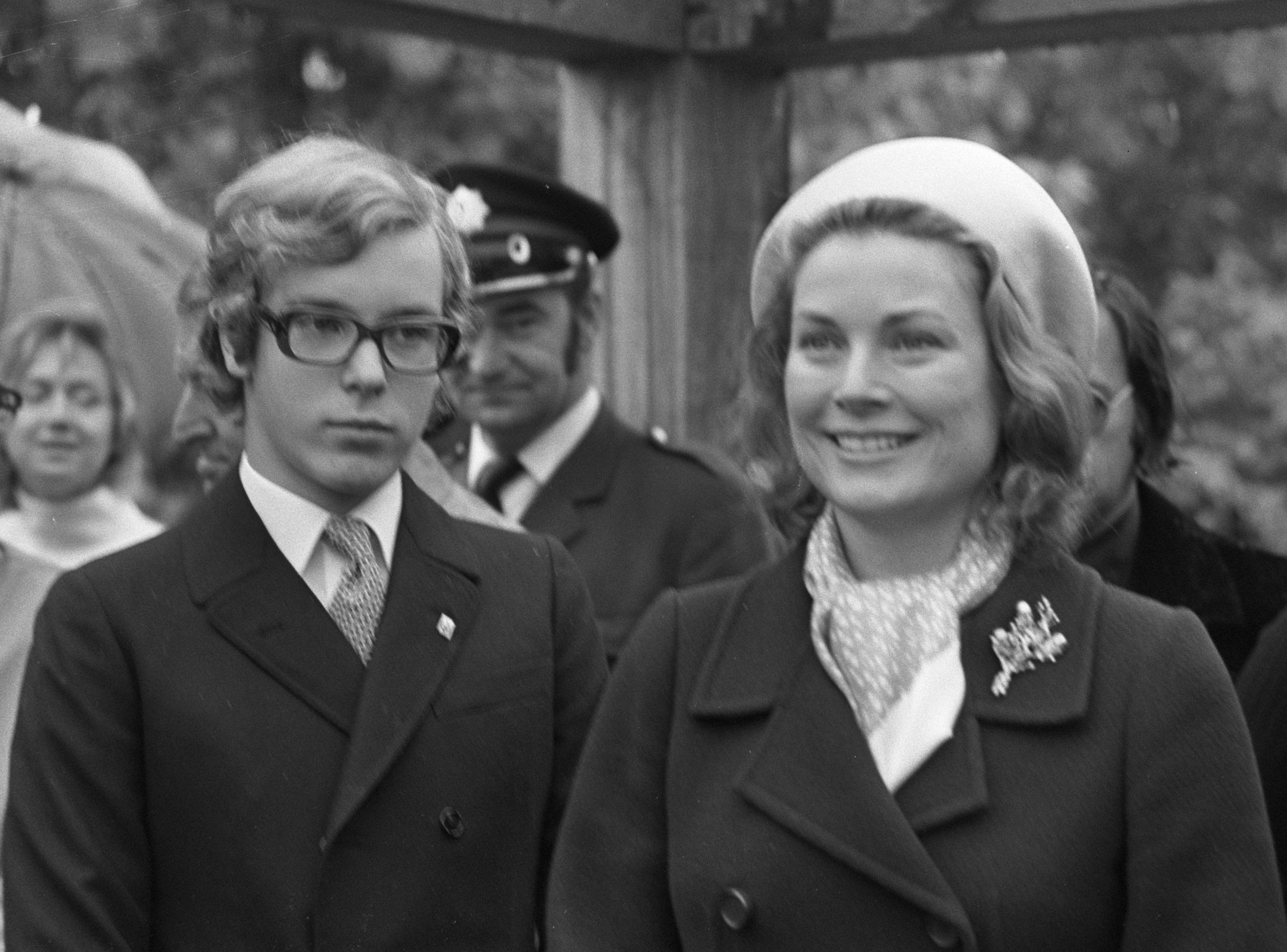
アルベール2世とグレース・ケリー公妃
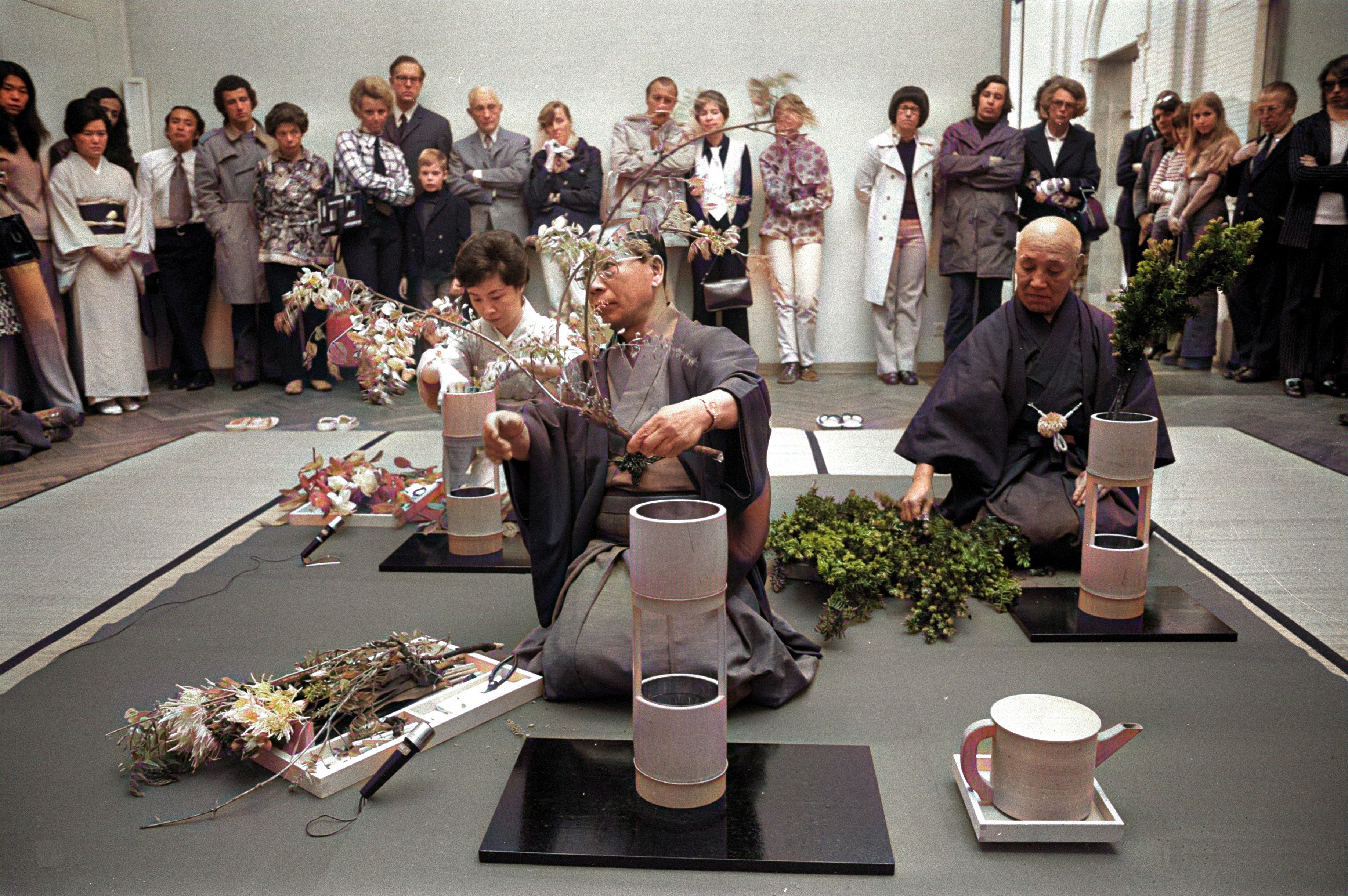
期間中アムステルダム市立美術館での日本の華道、未生流のデモンストレーション